# Бібліотека-філіал № 1 (Київ)
Бібліотека-філіал №1 — бібліотека в Деснянському районі міста Києва, знаходиться у с. Биківня. Заснована 8 березня 1957 році. Входить до складу Централізованої бібліотечної системи Деснянського району. 
Фонди бібліотеки нараховують близько 14 963 тисяч примірників книг та періодичних видань. Бібліотека обслуговує мешканців смт Биківня та працівників ВАТ «Птахофабрика Київська». У бібліотеці працюють читальна зала і абонемент. Є можливість отримати дукумент по ВСО та МБА.